# ももゆい
ももゆい（1986年3月3日 - ）は、日本のグラフィックデザイナー、タレント、元グラビアアイドル。埼玉県出身。
ミス東スポ2014グランプリ。一旦グラビアアイドルを卒業し、グラフィックデザイナーをメインに活動した後、2018年7月26日のブログで5年ぶりにグラビア復帰することを報告したが、2019年6月26日に一般男性と結婚、それに伴いグラビア活動を再び卒業。
2019年3月3日までの芸名は「池田 依末（いけだ えま）」。

## 来歴・人物
| 資格 | DTPⅱ種検定、色彩検定3級、秘書検定2級、普通自動車免許、スキューバダイビングライセンス（PADI OWD） |  | 趣味 | ひとり旅、写真、ものづくり、食べること、空を眺めること |
| 特技 | 動物占い、朝に強い、デザイン、イラストを描く、写真を撮る、テニス、                               |  |      |                                                        |
| 特技 | とうもろこしを綺麗に早く食べること、体が柔らかいこと、Y字バランス                                |  |      |                                                        |

## 主な出演

### CM・PV
- 2012年イトーヨーカドーTVCM
- 2013年イトーヨーカドーTVCM
- 2011年サノフィ・アベンティス アレグラTVCM
- 資生堂CM
- SEEDコンタクトCM
- 2009年グリーンジャンボ宝くじCM
- 2008年年末ジャンボ宝くじCM
- エルセーヌWebCM『マジカル変身SHOW．part2、part3』
- 横浜書店PV
- PENICILLIN「warp」音楽PV

### TV・ラジオ
- TBSテレビ「ロンブーの自虐アワー・残念さん選手権」
- フジテレビ「ホンネの殿堂」
- ニコニコ動画『水着DE討論ch』2010年現在、レギュラー出演中
- あっ!とおどろく放送局『それ行けテンポザン!』レギュラー出演
- goomo『追跡！首都神話捜査網』
- キスFMラジオ『ガールズサイドを歩け』
- スカパー!371ch『新・美少女図鑑』
- アメーバスタジオ「グラドル特番～夏の陣」
- スマホ専用放送局WALLOP｢ももゆい！｣
- bayfm78【ラジオ大学カメラ学部カメラ学科】
- 東京MXTV「TOKYO MX　NEWS」
- 東京MXTV「5時に夢中！」
- 中野ケーブルテレビJCN中野「デイリー中野」

### 雑誌
- SHUTTER magazine
- フォトテクニックデジタル
- 実話マッドマックス
- 劇画マッドマックス
- メンズユカイ
- 黙示録X
- 「怨霊動画」ＤＶＤ&紙面
- 月刊BX
- マイウェイ出版「ぴちぴち！」

### グラビアサイト
- 山岸伸写真館
- アイドルがイッパイ（アイパイ）
- タレントエンタメ王国
- web-SHIN『写バカ』@nifty山岸伸
- コスプレ着エログラビアサイト【コスドキ】
- 常盤響プロデュース Girls Like You
- デカップ上品ギャル
- スコラ激セクシー
- ダイナマイトチャンネル 動画・フォト配信中
- 電子書店ハピレス
- Handy写真集
- 美少女画報
- いもうとPLUS〜会田我路完全制覇〜
- ４K-star

### その他
- 小田原けいりんマスコットガール
- シグマホールディングス企業ポスター
- 川崎第一ホテル パンフレットモデル
- ニッセン通販サイト
- @motteco 書店　劇団四季『春のめざめ』体験レポート
- @motteco 書店　タカラトミー「おもちゃ対決」
- 小悪魔angelモデリングガール

### DVD
1. BOOTS PRINCESS Vol.5 2009年7月10日、SPICA。自主販売[2]。
2. VALKYRIE PROSTYLE IDOL FIGHTING Vol.2、2009年5月22日、SUPER SONIC SATELLITES。自主販売[3]。

### デザイン
- 第57回オールスター競輪・前橋イベントステージ
- 西武園競輪ファン感謝イベントＴシャツ
- 川口オートレース場ファン感謝イベントパネル
- Fケイバ木更津グッズ　お守り
- SPAT4グッズ　馬キャラクター
- ラピスタ新橋グッズ
- OLカフェエイトスタイル「OL新聞」
- るるぶFREE軽井沢リゾートホーム
- WEBショップ「JUICY」モデル兼デザイナー
- WEBショップ「flamingo tutu」モデル兼デザイナー

他、フライヤー等

### 作品
- 紙芝居「あおももちゃんのヒミツ」
- 紙芝居「くろももとトカゲ」